# Isoprenoide
| Kopf- und Schwanzposition beim Isopren |
| -------------------------------------- |
| Isopren                                |

Strukturformel von Isopren

Isopren als „Pferd“ dargestellt

Isoprenoide sind organische Verbindungen, die sich vom Isopren ableiten lassen. Darunter sind viele Naturstoffe, die zu den isoprenoiden Naturstoffen zusammengefasst werden. Sie gehören zu den Lipiden.

## Eigenschaften
Wichtige Untergruppen der Isoprenoide sind die Terpene und Terpenoide, darunter die Steroide. Der direkte Vorläufer und Ausgangspunkt der Biosynthese der Isoprenoide ist jedoch nicht Isopren, sondern das biochemisch aktivierte Isopentenyl-Pyrophosphat (IPP) und dessen Isomer Dimethylallylpyrophosphat (DMAPP). Isopren selbst wird von vielen Bäumen und Phytoplankton produziert; der Grund dafür ist aber nicht geklärt. Gemäß einer Hypothese soll das gasförmige Isopren die Pflanzen vor Oxidation durch bodennahes Ozon schützen. Die namensgebende Struktureinheit des Isoprens wird bezüglich der Orientierung in Kopf und Schwanz unterteilt. Als Eselsbrücke kann bei der Darstellung des Isoprens mit Kopf und Schwanz eine Analogie zu einem Pferd gezogen werden. Natürlich vorkommende polymere Isoprenoide sind z. B. Latex (cis-Konfiguration) oder Guttapercha (trans-Konfiguration). Ein synthetisches polymeres Isoprenoid ist der Kunststoff Neopren.
Isoprenoide werden in der Umwelt nur schwer abgebaut, da sie infolge der Seitenketten für Mikroorganismen und chemische Reaktanten nur schwer angreifbar sind. Isoprenoide wie Pristan werden häufig als Indikatoren für das Alter von Stoffgemischen bzw. deren Abbauzeitraum in der Umwelt herangezogen. Das Verhältnis von Pristan zu den übrigen Bestandteilen wird mit fortschreitender Dauer größer.

## Biosynthese
Es gibt in der Natur zwei Stoffwechselwege, die zur Erzeugung von Isoprenoiden führen, der Mevalonatweg (synonym MVA-Weg) und der DOXP-Weg (synonym MEP-Weg). Der Mevalonatweg verwendet als Ausgangsstoff Mevalonat und als typisches Enzym die HMG-CoA-Reduktase, während der DOXP-Weg von 1-Desoxy-D-xylulose-5-phosphat ausgeht und als typisches Enzym die 1-Desoxy-D-xylulose-5-phosphat-Synthase verwendet.
| Organismus | Stoffwechselweg |
| ---------- | --------------- |
| Bakterien  | MVA oder MEP    |
| Archaea    | MVA             |
| Grünalgen  | MEP             |
| Pflanzen   | MVA und MEP     |
| Tiere      | MVA             |
| Pilze      | MVA             |